# Non torneranno più
Non torneranno più è un singolo del gruppo musicale italiano Negrita, pubblicato il 25 maggio 2018 come terzo estratto dal decimo album in studio Desert Yacht Club.

## Video musicale
Il videoclip è stato pubblicato il 25 maggio 2018 sul canale Vevo-YouTube del gruppo.